# 渋谷区立松濤中学校
渋谷区立松濤中学校（しぶやくりつ しょうとうちゅうがっこう）は、東京都渋谷区松濤一丁目にある公立中学校である。

## 概要
松濤一丁目の住宅地に所在し、校舎界隈には鍋島松濤公園があり、また西方には、東京大学教養学部や東京大学先端科学技術研究センター、東京大学駒場リサーチキャンパス、日本近代文学館などが、北方には代々木公園、国立代々木競技場などがあり、都心でも緑の多い環境に囲まれている。直ぐ南側には京王井の頭線が走り神泉駅がある。
渋谷区英語教育重点校として英語教育を重視しており、少人数・コース別の英語授業があるほか、他科目でも英語でおこなう授業がある。現代社会において、英語の必要性というものが認識され、必然的に松濤中学校は区内の学校選択希望制により、毎年定員を超え抽選が発生する。
教育目標は「世界へ松濤中生　自律　尊重　創造」。

### 建て替え計画
渋谷区は2022年（令和4年）、教育目標や長寿命化計画を踏まえ、「未来の学校のコンセプト」と「新しい学校施設整備に当たっての考え方」の概要をまとめ、「渋谷区新しい学校づくり整備方針（2023年3月）、渋谷区立小学校と中学校の建て替えロードマップ」を発表した。改築中の移転先は、旧青山病院跡地の「青山キャンパス」（近隣の青山学院大学とは無関係）と称する、複数の区立学校の仮設校舎となる。
- 基本計画・設計期間 - 2022年度（令和4年）〜 2024年度（令和6年）
- 工事期間（解体1年、建築2年） - 2025年度（令和7年）〜 2027年度（令和9年）

## 沿革
- 1949年（昭和24年）4月1日 - 創立開校。
- 1951年（昭和26年）3月15日 - 第1期校舎新築工事落成。
- 1952年（昭和27年）5月6日 - 第2期校舎新築工事落成。
- 1956年（昭和31年）9月14日 - 第3期校舎新築工事落成。
- 1960年（昭和35年）10月13日 - 第4期校舎新築工事落成。
- 1962年（昭和37年）4月23日 - 第5期校舎新築工事落成。
- 1977年（昭和52年）3月14日 - 校舎第1期改築工事落成。
- 1978年（昭和53年）1月31日 - 校舎第2期改築工事落成。
- 2002年（平成14年）11月29日 - 第3校舎耐震補強工事及び校舎改修工事竣工。
- 2023年（令和5年）1月 - 全教科教育課程（デジタル教科書）研究モデル校となる[4]。

## 生徒数と教員数[5]
| 年度     | 生徒総数 | 1年生 | 2年生 | 3年生 | 教員数 | 職員数 |
| -------- | -------- | ----- | ----- | ----- | ------ | ------ |
| 平成23年 | 225人    | 75人  | 78人  | 72人  | 17人   | 7人    |
| 平成24年 | 210人    | 68人  | 68人  | 74人  | 17人   | 7人    |
| 平成25年 | 199人    | 64人  | 67人  | 65人  | 17人   | 7人    |
| 平成26年 | 197人    | 68人  | 63人  | 66人  | 18人   | 7人    |
| 平成27年 | 200人    | 66人  | 69人  | 65人  | 18人   | 7人    |
| 平成28年 | 205人    | 67人  | 65人  | 73人  | 17人   | 7人    |
| 平成29年 | 200人    | 67人  | 67人  | 66人  | 17人   | 7人    |
| 平成30年 | 222人    | 84人  | 72人  | 66人  | 19人   | 8人    |
| 令和元年 | 250人    | 93人  | 86人  | 71人  | 21人   | 9人    |
| 令和2年  | 261人    | 87人  | 90人  | 84人  | 21人   | 9人    |
| 令和3年  | 281人    | 103人 | 87人  | 91人  | 19人   | 5人    |
| 令和4年  | 290人    | 101人 | 100人 | 89人  | 20人   | 5人    |
| 令和5年  | 296人    | 93人  | 102人 | 101人 | 20人   | 5人    |

## 通学区域
住所別通学区域
| 渋谷 一丁目 | 渋谷 二丁目 | 渋谷 三丁目                  | 道玄坂 一丁目 - 二丁目 | 神南 一丁目 - 二丁目 | 松涛 一丁目 - 二丁目 | 桜丘町、南平台町 円山町、神泉町 宇田川町 | 神山町   | 代々木 神園町 | 神宮前 五丁目 | 神宮前 六丁目 |
| ----------- | ----------- | ---------------------------- | ---------------------- | -------------------- | -------------------- | ---------------------------------------- | -------- | ------------- | ------------- | ------------- |
| 全域        | 13 - 24番   | 4 - 11番 16 - 23番 27 - 29番 | 全域                   | 全域                 | 全域                 | 全域                                     | 4 - 42番 | 2番           | 34 - 53番     | 18 - 23番     |

調整区域
通学区域では調整区域を設けている、通学の距離等を考慮し保護者の申請により指定校の変更が出来る区域。
| 希望校         | 指定校     | 町丁名                     | 番                                  |
| -------------- | ---------- | -------------------------- | ----------------------------------- |
| 鉢山中学校     | 松涛中学校 | 渋谷三丁目 桜丘町 南平台町 | 4 - 11番、16 - 23番、27 - 29番 全域 |
| 原宿外苑中学校 | 松涛中学校 | 神宮前五丁目               | 34 - 53番                           |
| 松涛中学校     | 上原中学校 | 神山町 富ヶ谷一丁目        | 1 - 3番、43番 12 - 43番             |

## 交通
鉄道
- 京王井の頭線神泉駅より徒歩約7分
- 渋谷駅ハチ公口より徒歩約15分

## 関係者
出身者
- 橘高文彦
- 東幹久
- 吉田真希子
- K DUB SHINE
- 森田芳光
- 我修院達也
- 井上順
- DJ TARO
- 大橋照子
- 首藤剛志
- 土屋太鳳
- 土屋神葉
- 村里敏彰